# Jamné
Jamné (německy Jamny, Gamling) je obec, která se nachází v okrese Jihlava v kraji Vysočina. Žije zde 583 obyvatel.

## Název
Název se vyvíjel od varianty v Yamnym (1590), Jamny (1601, 1678, 1718, 1720), Jamni (1751), Jamny (1846), Jamny a Jamné (1872) až ke konečné podobě Jamné v roce 1924. Místní jméno vzniklo z přídavného jména ke slovu jáma. Mohlo se jednat o výrazné a prudké zvlnění terénu či o skutečné jámy (vlčí či rudné).

## Historie
Jamné pravděpodobně založili již v druhé polovině 13. století v rámci osidlování kraje benediktýnským klášterem v Třebíči, ovšem toto tvrzení nelze spolehlivě doložit. Jamné se připomíná v listinách z roku 1444 (kardinálem Františkem z Dietrichštejna). Název obec dostala podle okolních četných dolin a jam. Další zmínka pochází z roku 1484, kdy se o Jamném zmiňuje v pečetní listině o zemském smíru, kde se jako svědek objevuje Jiřík z Řehořova a Jamného. V 15. století obec převzali bývalí klášteřní mani. Poté obec vlastnili Jan Jetřich Černohorský z Boskovic (od roku 1535), poté lénem Jindřich Bořita z Budče (1540-1548).
V roce 1556 třebíčské panství i s Jamným král Ferdinand I. přepsal na Vratislava z Pernštejna, ten obec přenechal Janu staršímu Stráneckému ze Stránec, jenž ji v roce 1565 prodal Janu Chroustenskému, který ji přičlenil k Rudolci. Od roku 1580 se za vlastníka považoval Karel Hložek ze Žampachu. Roku 1590 tu stál svobodný dvůr, foitství, mlýn a tvrz s pěknou zahradou. V roce 1591 Jan Šléglovský ze Šicendorfu ves postoupil za 2 tisíce zlatých Zuzaně Lvově z Lisova, od které Jamné v roce 1601 přebral Matouš Grýn ze Štircnperku a na Lukách, jehož syn Karel Grýn ves prodal v roce 1609 Janu Šejkovskému ze Šendorfu, ten osadu prodal po roce jihlavskému občanovi Danielu Neumeierovi z Wintenberku.
Roku 1620 byl majitelem tohoto zboží Hynek, syn Karla Grüna ze Štürcenberka, kterému byl majetek po Bílé hoře kvůli jeho protestantství zkonfiskován. Komora císařská prodala zkonfiskovaný statek za 20 000 tolarů Šmilauerovi ze Smilova, který statek roku 1622 daroval jihlavské jezuitské koleji, po jejímž zrušení byl statek roku 1773 přenechán studijnímu spolku a následně dědičně pronajat Václavu Ignáci Kalcherovi, vnukovi polenského primátora Václav Antonína Kalchera, za roční nájem 3 126 zlatých, který ji v roce 1864 předal bývalému vojenskému felčarovi Janu Nussbaumovi, který v místě založil sirotčinec. Po třicetileté válce tu stálo 8 obydlených domů a čtyři pusté. Do roku 1848 bylo Jamné sídlem vrchnostenského úřadu panství Meziříčka, jehož archiv je dodnes uložen na panských sýpkách.
V roce 1849 koupil Jamné vnuk Jana Nussbauma za 26 tisíc zlatých a po jehož smrti v roce 1899 ji zdědil Karel Schiller z Lanškrouna, rod obec následně vlastnil až do roku 1945, kdy mu byl zkonfiskován. V letech 1850–1867 pod správu Jamného spadalo i Rybné. Od roku 1869 sem přísluší vesnice Lipina. V letech 1869–1950 spadalo Jamné pod okres Jihlava, v letech 1950–1961 pod okres Jihlava-okolí a od roku 1961 opět pod okres Jihlava. Od roku 1950 sem přísluší Rytířsko. Původně se jednalo o čistě moravskou obec, ale k 7. dubnu 2010 k ní byly od obcí Zhoře a Dobroutova připojeny pozemky a domy urbanisticky splývající s osadou Lipinou, takže nyní obec zasahuje i do Čech.

## Přírodní poměry
Jamné leží v okrese Jihlava v Kraji Vysočina. Nachází se na mírném návrší 8 km jižně od Polné, 3 km jihozápadně od Lipiny, 4,5 km jihozápadně od Zhoře, 2 km západně od Rybného a 4 km západně od Nadějova, 3,5 km severně od Kozlova, 5,5 km severovýchodně od Velkého Beranova a 11 km severovýchodně od Jihlavy. Geomorfologicky je oblast součástí Česko-moravské subprovincie, konkrétně na rozmezí Křižanovské vrchoviny a Hornosázavské pahorkatiny a jejich podcelků Brtnická vrchovina a Jihlavsko-sázavská brázda, v jejichž rámci spadá pod geomorfologické okrsky Řehořovská pahorkatina a Beranovský práh. Průměrná nadmořská výška činí 530 metrů. Nejvyšší bod o nadmořské výšce 542 metrů se nachází jižně od obce a východně od Rytířska. Obcí protéká řeka Šlapanka, do které se z jihu vlévá Rybenský potok. Na Šlapance se severovýchodně od vsi nachází řada rybníků – Horní Trouba, Býčina, Skopaný rybník a Kovárna. Na návsi se nachází dva veliké rybníky, Selský rybník a Barbora a jihozápadně od Jamného se rozkládá Mlýnský rybník. V obci rostou tři památné lípy. Památná lípa malolistá stojí u kostela a pochází z poloviny 18. století. Dosahuje výšky 30 metrů a obvod kmene činí 485 centimetrů. Další dvě památné lípy na hřbitově pochází zhruba z přelomu 18. a 19. století. Jsou vysoké 27 metrů, obvody kmenů jsou 393 a 416 cm.

## Obyvatelstvo
220 obyvatel je ekonomicky aktivních, podle posledního sčítání obyvatelstva v roce 2001 je v obci 302 věřících. V roce 1900 zde žilo 596 katolíků, 5 Židů a 1 evangelík, podle sčítání obyvatelstva v roce 1930 tu bylo 614 katolíků a 1 člověk jiného vyznání. V roce 1890 tu žilo 503 českých obyvatel v 73 domech, tři občané se hlásili k židovství. Podle sčítání 1930 zde žilo v 108 domech 571 obyvatel. 564 obyvatel se hlásilo k československé národnosti a 4 k německé. Žilo zde 570 římských katolíků. V roce 2002 byla obec plynofikována.
| Rok            | 1850 | 1869 | 1880 | 1890 | 1900 | 1910 | 1921 | 1930 | 1950 | 1961 | 1970 | 1980 | 1991 | 2001 | 2011 |
| Počet obyvatel | 845  | 527  | 584  | 606  | 668  | 638  | 633  | 661  | 567  | 596  | 542  | 488  | 447  | 490  | 515  |

| Rok            | 1869 | 1880 | 1890 | 1900 | 1910 | 1921 | 1930 | 1950 | 1961 | 1970 | 1980 | 1991 | 2001 | 2011 |
| Počet obyvatel | 477  | 537  | 556  | 617  | 590  | 587  | 617  | 543  | 562  | 515  | 475  | 436  | 484  | 489  |

## Obecní správa a politika

### Části obce, členství ve sdruženích
Obec se člení na 2 části – Jamné a Lipina, má dvě katastrální území (pojmenované „Jamné u Jihlavy“ a „Rytířsko“) a tři základní sídelní jednotky – Jamné, Lipina (na katastrálním území Jamné u Jihlavy) a Rytířsko.
Jamné je členem Dobrovolného svazku obcí Mikroregionu Polensko a místní akční skupiny Českomoravské pomezí. V listopadu 2019 se v obci uskutečnilo místní referendum o podpoře výstavby větrné elektrárny., obyvatelé natrvalo odmítli záměr výstavby větrných elektráren v místním referendu.

### Zastupitelstvo a starosta
Obec má devítičlenné zastupitelstvo.
| Období      | Voliči | Účast v % | Mandáty | Výsledky                                                                     | Starosta       |
| ----------- | ------ | --------- | ------- | ---------------------------------------------------------------------------- | -------------- |
| 2002–2006   | 366    | 69,67     | 9       | 5 KDU-ČSL 4 KSČM                                                             | Anna Kubínová  |
| 2006–2010   | 386    | 66,84     | 9       | 5 SNK JAMNÉ 4 KSČM                                                           | Jiří Pejcha    |
| 2010–2014   | 396    | 63,64     | 9       | 6 SNK pro Jamné 2 SNK pro sport 1 KSČM                                       | Jiří Pejcha    |
| 2014–2016   | 417    | 68,59     | 9       | 7 SNK pro Jamné 2 Jamné Plus                                                 | Jiří Pejcha    |
| 2016 - 2018 |        |           |         |                                                                              | Aleš Weselý    |
| 2018 -      | 418    | 66,75     | 9       | 4 Sdruž. nezáv. kand. pro sport 3 Sdruž. nezáv. kand. pro Jamné 2 Jamné Plus | Ľuboš Varhaník |

### Znak a vlajka
Právo užívat znak a vlajku bylo obci uděleno rozhodnutím Poslanecké sněmovny Parlamentu České republiky dne 18. června 2003. Obecní symboly jsou převzaty z erbu stavebníka tvrze Jana Šleglovského ze Šicendorfu. Na křídle gryfa je položen kříž připomínající církevní vrchnost (jezuity), kteří se zasloužili o největší rozvoj obce a výstavbu kostela, sýpek, přestavbu renesanční tvrze a zhotovení sochy sv. Jana Nepomuckého
Znak: V červeno-modře děleném štítě stříbrná polovina kozla se zlatou zbrojí a zlatým křídlem s volným modrým tlapatým křížem přiléhající k dolní polovině zlatého gryfa s červenou zbrojí.
Vlajka: List tvoří dva vodorovné pruhy, červený a modrý. V červeném pruhu bílá polovina kozla se žlutou zbrojí a žlutým křídlem s volným modrým tlapatým křížem, přiléhající k dolní polovině žlutého gryfa s červenou zbrojí v modrém pruhu. Poměr šířky k délce je 2:3.

## Hospodářství a doprava
Působí zde zhořská zemědělská společnost, půdu dále obhospodařují 2 soukromí zemědělci. Sídlí tu firma vyrábějící kontaktní a kabelové systémy a společnost zabývající se výrobou zápustkových výkovků a kovoobráběním. Služby tu poskytuje zdravotní středisko, kulturní dům, dva obchody s potravinami (jeden je firmy LAPEK, a.s.), dva hostince a pobočka České pošty. Dále tu sídlí firmy SWR JIHLAVA, spol. s r.o., Realinvest, spol. s r.o., Galya style, s.r.o., A.G.J. - produktion, s.r.o., KOSYKA, s.r.o., PBK a.s. a ABC ZET CZ, s.r.o.
Jižní částí katastru obce prochází dálnice D1 s exitem 119 - Velký Beranov. Po východní hranici katastru a částí Lipina prochází silnice II/351 v úseku Polná - Třebíč. Dále územím prochází silnice II/353 v úseku Žďár nad Sázavou - Jamné - Rytířsko - D1 - Jihlava a silnice III. třídy č. 3532 Rytířsko - Kozlov a č. 3533 Jamné - Rybné. Dopravní obslužnost zajišťují dopravci ICOM transport a ZDAR. Autobusy jezdí ve směrech Jihlava, Arnolec, Věžnice, Kamenice, Nadějov, Bohdalov, Žďár nad Sázavou, Polná a Měřín.

## Školství, kultura a sport
Školu zde založili v roce 1785, školní budovu vystavěli po zrušení jezuitského řádu na místě shořelých statků, na dvě třídy byla přestavěna v roce 1890. Před výstavbou školní budovy se vyučovalo tzv. pořídkou, tedy každý den v jiném domě. Později vyučoval nějaký tkadlec v pastouškách (dnes čp. 42). V roce 1901 školu navštěvovalo 96 žáků. V současnosti zde funguje základní škola se dvěma třídami 1.–5. ročník s kapacitou 35 dětí a mateřská škola pro 25 dětí. Základní školu v roce 2012/2013 navštěvovalo 24 žáků. Na druhý stupeň dojíždějí žáci do škol v Jihlavě. Do školky docházejí také děti z Rybného, Věžnic a Nadějova. Místní knihovna spadá pod Městskou knihovnu v Jihlavě.
Fotbalové hřiště a víceúčelové hřiště nechala obec vybudovat v roce 2009. Tělocvičná jednota Sokol Jamné, která je součástí župy Plk. Švece, má 55 členů, kteří se věnují turistice a volejbalu. Fotbalový tým A hraje v sezoně 2014/2015 okresní přebor a družstvo B IV. třídu mužů, skupina A v okrese Jihlava. Působí zde Sbor dobrovolných hasičů Jamné.

## Pověsti
Pověst se šíří o kříži stojícím v kostele, který byl údajně postaven v místech, kde došlo k několika vraždám a loupežím. Na původním stanovišti v polích jím měli lidé otáčet jako ochranou před bouřkami a krupobitím.

## Pamětihodnosti
- Zámeček Jamné – původní pozdně renesanční[8] tvrz pocházející z roku 1591 přestavěli jihlavští jezuité v druhé polovině 17. století[38] na raně barokní zámeček s vlašskou střechou a věžičkou, v roce 1890 proběhla novogotická přestavba.[38] V roce 2010 by měla být dokončena celková rekonstrukce, interiér byl v minulosti rozkraden. V současnosti zde sídlí knihovna, obřadní síň, pošta a několik bytů. Půda budovy po opravě dostala původní podobu, kterou měla po přestavbě jezuity během 17. století.[39]
- Kostel Nalezení svatého Kříže – v barokním stylu s osmibokým půdorysem postavili na místě původní kaple v letech 1702–1705.[6] Roku 1838 přistavěli sakristii a v roce 1859 novou věž.[8] Zdejší zvony a varhany pocházejí ze zrušeného znojemského kostela,[7] na oltáři umístili otočný kříž, který dříve stával pod stříškou v poli a lidé jím otáčeli jako ochranou před bouřkami a krupobitím. Obrazy z hlavního oltáře vznikly v polovině 19. století.[8] Socha Madony pochází z druhé čtvrtiny 18. století.[8] Roku 1784 byl kostel povýšen na lokální, ovšem kněz tu kvůli nedostatku finančních prostředků nesídlil a farníci chodili stále do Zhoře. Kněz tu působil až od 1. února 1826 díky financím zdejšího majitele Kalchera. Od té doby se také vede farní matrika.[7] V roce 1889 tu položili novou kamennou dlažbu.[7] Bohoslužby se zde konají ve středu a v neděli.
- Fara, jež byla postavena v roce 1818. Tento dům čp. 67 stojí na místě někdejších panských stodol, které zničil požár.[8]
- Hřbitov z 18. století.[8] Na hřbitově stojí architektonicky zajímavá Nussbaumova hrobka (Pseudogotická stavba z počátku 20. století. Na obdélníkovém půdorysu čtyřboká stavba z kamenných kvádrů a bosovanými nárožími). Pohřbívají se zde lidé z Jamného a Rybného.[7]
- Socha sv. Jana Nepomuckého – pocházejí z roku 1736[4] od Jana Jiřího Willanda, dříve stávala před hrází návesních rybníků, v současnosti se nachází u kostela
- Suchá kašna z 19. století přístupná jedním kamenným stupněm. Dnes slouží jako okrasná zahrádka a je umístěna v parku před kostelem.
- Hraniční kámen – stojí na hranici mezi Jamným a Dobroutovem při tzv. Forotní cestě, je nahrubo otesaný se zahloubenými křížky[40]
- Pomník obětem I. světové války stojící v parku na návsi. Vybudován v roce 1924.
- Sýpka z roku 1734[7][8]
- Přírodně krajinářský park byl založen v polovině 19. století.[8]
- 13 křížů v katastru obce[8]

## Osobnosti
V obci se narodila Marie Stejskalová, jež se později stala hospodyní v rodině skladatele Leoše Janáčka a jejíž vzpomínky přepsala Marie Trkanová do knihy U Janáčků (ISBN 80-86137-11-2)

## Partnerská obec
Merzligen – jedná se o malou obec ve Švýcarsku